# Dominoeffekt

Dominoeffekt

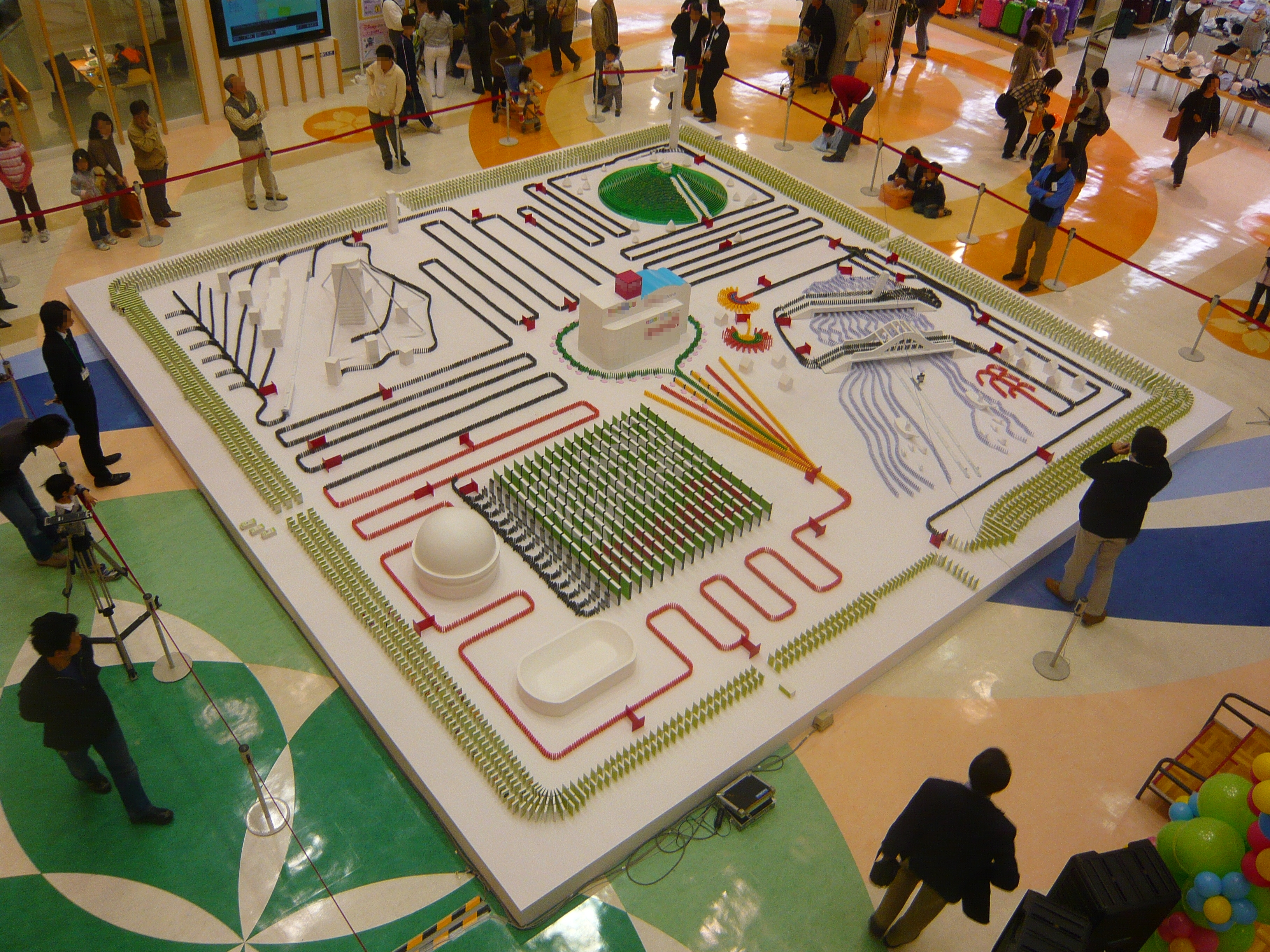
Komplexes Layout für spektakulären Dominoeffekt

Der Begriff Dominoeffekt (englisch domino effect) ist eine Metapher. Er wird allgemein eine Kausalkette von ähnlichen oder identischen Ereignissen bezeichnet, von denen jedes einzelne Ereignis zugleich Ursache des folgenden ist und die alle auf ein einzelnes Anfangsereignis zurückzuführen sind. 

## Allgemeines
Der Dominoeffekt ist die durch ein Ereignis als Ursache ausgelöste Reihe von weiteren ähnlichen oder identischen Ereignissen. Mathematisch ausgedrückt liegt ein Dominoeffekt vor, wenn in einer Struktur eine Menge von Graphen durch Kanten miteinander in Beziehung steht und ein Graph oder eine Kante seine Funktion nicht erfüllt, so dass zwingend die gesamte Struktur gestört ist. Bei Dominosteinen ist stets Voraussetzung, dass sie einen bestimmten Abstand zueinander aufweisen und in einem bestimmten Winkel zueinander ausgerichtet sind. Wenn der erste Dominostein fällt (das ist der Induktionsanfang) und die weiteren Dominosteine so aufgestellt sind, dass durch jeden fallenden Stein der nächste umgestoßen wird (entspricht dem Induktionsschritt), dann wird jeder Dominostein umfallen.

## Herkunft aus dem Dominospiel
Ein Dominoeffekt im engeren Sinn liegt vor, wenn innerhalb von Ketten, Netzen, Netzwerken, Reihen, Strukturen oder Systemen technisch-physikalische Verbindungen von Gliedern vorhanden sind, aus denen eine zwangsläufige Abhängigkeit resultiert. Tritt ein Ereignis beim Anfangsglied ein (der erste Dominostein kippt um), setzt sich das Umkippen in der gesamten Reihe zwingend fort. Kippt ein in der Mitte der Reihe stehender Dominostein um, ist nur der Rest der Reihe betroffen, nicht dagegen der vorherige Teil. Deshalb liegt keine Interdependenz der Dominosteine vor.   

### Physikalische Grundlagen
Der Länge einer solchen Ereigniskette sind physikalisch keine Grenzen gesetzt, da (beispielhaft am Dominospiel erläutert) jeder fallende Stein genügend Energie an den nächsten abgibt, um ihn ebenfalls zu Fall zu bringen. Jeder Dominostein hat durch das Aufstellen potenzielle Energie gespeichert und befindet sich zugleich in einem metastabilen Kräftegleichgewicht – die Menge gespeicherter Energie kann durch Einwirkung einer kleineren Menge kinetischer Energie freigesetzt werden. Da die kinetische Energie eines umfallenden Dominosteins genügt, um mehrere andere umzuwerfen, muss die Ereigniskette nicht linear bleiben, sondern kann sich in beliebig viele Ketten aufspalten und so zu einem exponentiellen Anwachsen von Ereignissen führen. Praktisch begrenzt wird die Ereigniskette allein durch die Anzahl aufgestellter Steine, deren Ausmaße (bei endlicher Größe können sie maximal im Kreis angeordnet werden und so von einem Zentrum wegführen; die Ausbreitung wäre damit nicht mehr exponentiell, sondern nur noch quadratisch) und den zur Verfügung stehenden Raum.

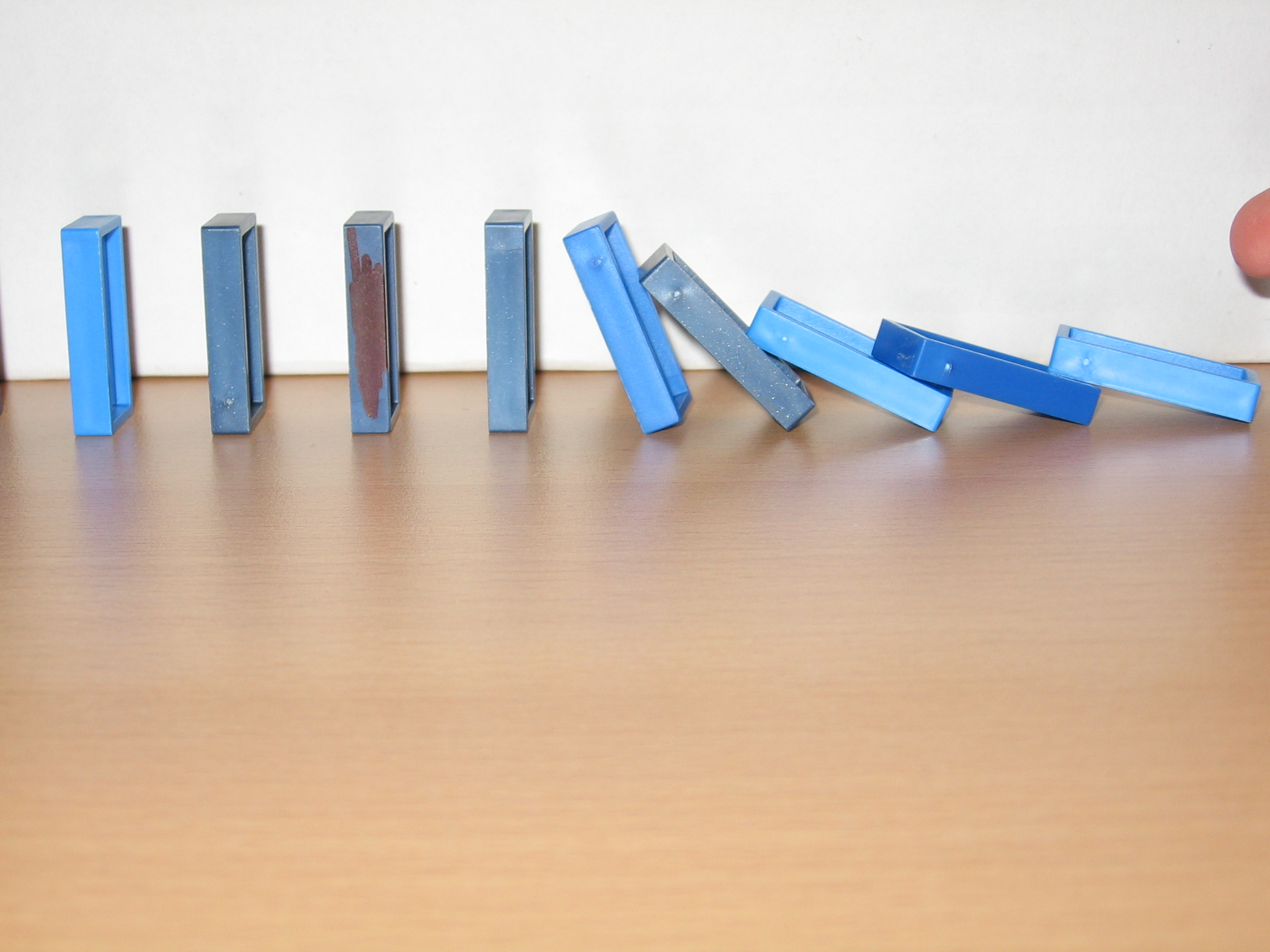
Dominosteine beim Umfallen

Verallgemeinert kann von einem Dominoeffekt stets dann gesprochen werden, wenn 
- (a) ein Anfangsereignis mindestens so viel Energie freisetzt wie zu seiner unmittelbaren Herbeiführung aufgewendet werden muss (einschließlich aller Verluste durch Reibung u. ä.) und
- (b) die freigesetzte Energie ein oder mehrere Folgeereignisse auslöst, die ebenfalls diese Bedingungen (a) und (b) erfüllen. Wird an einer Stelle der Ereigniskette eine dieser Bedingungen nicht erfüllt, kommt sie zum Erliegen.

Ausnahme: Bei einer Verkettung ungleicher Ereignisse braucht Bedingung (a) in bestimmten Einzelfällen nicht erfüllt zu werden: immer dann, wenn das Auslösen des Folgeereignisses weniger Energie verbraucht als das Auslösen des vorhergehenden. Für eine dauerhafte Ereigniskette muss dann eines der nachfolgenden Ereignisse wieder mehr Energie freisetzen als zu seiner Herbeiführung aufgewendet wurde.
Der Dominoeffekt vermittelt die Illusion, ein „Fingerschnippen“ genüge, um eine beliebig große Wirkung zu erzielen. Tatsächlich löst es aber nur eine Kaskade von Umwandlungen vorher gespeicherter Energie in Bewegungsenergie aus. Am Beispiel der Dominosteine bedeutet das: Zur Arbeit des Fingerschnippens muss die des Aufstellens aller Steine hinzugerechnet werden.

### Anwendung im Spiel und Rekordversuche
Durch die relativ hohe Bekanntheit des Effekts probieren ihn viele Menschen mit einer (relativ kleinen) Anzahl an Dominosteinen aus einem Dominospiel zu Hause aus. Die theoretisch beliebige Verlängerbarkeit der Dominostein-Kette wird auch zu Rekordversuchen genutzt. Dabei wird eine große Anzahl von Steinen in teils kunstvollen geometrischen Formen so aufgestellt, dass bis zu einige Millionen Steine nach dem Anstupsen des ersten Steins fallen. Dabei werden auch Verzweigungen, Überführungen und Mehrspurigkeit eingebaut und eigens hergestellte Steine in verschiedenen Farben benutzt. Dabei kann z. B. durch Steine mit zwei unterschiedlich farbigen Seiten beim Umfallen ein Farbwechsel erzielt werden. Entsprechende Rekorde sind im Guinness-Buch der Rekorde verzeichnet. In Europa war die bekannteste Veranstaltung, bei der Rekordversuche mit dem Dominoeffekt im Zentrum standen, bis 2009 der Domino Day. Im Jahr 2009 wurden dabei 4,8 Millionen Steine mit einem Gewicht von rund 33 Tonnen aufgebaut. Wegen der benötigten Aufstellungsfläche von bis zu einigen tausend Quadratmetern finden solche Veranstaltungen oft in Sport-, Mehrzweck- oder Messehallen statt.

## Bedeutung im übertragenen Sinne
Der nach den Dominosteinen benannte Effekt kommt im übertragenen Sinne in vielen Fachgebieten vor. 

### Chemie/Atomphysik
Eine Kettenreaktion kann in der Chemie als Spezialfall des Dominoeffekts angesehen werden. Sie ist eine Reaktion, bei der ein Startereignis eine chemische Reaktion auslöst, deren Zwischenprodukt (häufig Radikale) insgesamt oder teilweise als Ausgangspunkt für ein oder mehrere nachfolgende Reaktionen dienen und die durch eine Abbruchreaktion beendet wird. Derartige Kettenreaktionen gibt es auch in der Atomphysik, entweder kontrolliert im Kernkraftwerk oder unkontrolliert bei der Atombombe.

### Epidemien/Pandemien
Ein typischer Dominoeffekt wird von Viren ausgelöst, die sich durch ihre Übertragbarkeit zu weltweiten Epidemien/Pandemien auf Mensch und/oder Tier ausbreiten können. Dieser Dominoeffekt wird in der Epidemiologie als Infektion bezeichnet. Um zum Dominoeffekt zu werden, muss sich bei Wirtschaftssubjekten (Privatpersonen, Unternehmen, Behörden) ein Herdenverhalten entwickeln, wonach sich die Mehrheit in einer bestimmten Art verhält. So hat beispielsweise die Covid-19-Pandemie in den meisten hiervon betroffenen Staaten dazu geführt, dass es ab Mai 2020 zu Kontaktbeschränkungen im Privatbereich und Betriebsunterbrechungen insbesondere in der Industrie und in Dienstleistungsunternehmen (Friseure, Gastronomie) durch den Lock-Down kam, wodurch auch deren Zulieferer in wirtschaftliche Schwierigkeiten gerieten. Die hierdurch folgende Kette von Insolvenzen wird als Dominoeffekt bezeichnet. Als Folge kam es zur Rezession in der gesamten Wirtschaft, Arbeitslosigkeit und Existenzangst, Überforderung des Gesundheits- und Bildungswesens, sozialer Isolation und Stillstand der Kultur.

### Informatik
Dominoeffekte für Fehler von Rechnersystemen können auftreten, wenn bei voneinander abhängigen Aufträgen und Operationen Fehler bei der Ausführung eines Auftrags auch Fehler für andere Aufträge verursachen.
Das Internet als weltweites Rechnernetz ist vulnerabel für Cyberattacken. Hacker und sonstige Computerkriminelle programmieren und verbreiten Computerviren, die innerhalb weniger Sekunden ganze Computernetzwerke schädigen oder gar stilllegen können. Auch über soziale Netzwerke kann ein Dominoeffekt entstehen, wenn Teilnehmer etwa bei WhatsApp dazu aufgefordert werden, eine erhaltene Nachricht zu kopieren und an mehrere weitere Empfänger zu versenden.

### Politik

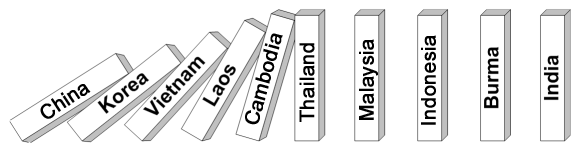
Illustration der politischen Domino-Theorie der US-Außenpolitik in Bezug auf Asien.

Besonders aus Sicht der Geopolitik können Staaten oder Gesellschaften unter dem Einfluss von Ereignissen in Nachbarstaaten oder anderen Gesellschaften in gleiche Konflikte (wie etwa Revolutionen) hineingeraten. 
Die im April 1954 von US-Präsident Dwight D. Eisenhower verkündete Domino-Theorie ging davon aus, dass die sich geographisch in der Nähe eines kommunistischen Landes befindenden Staaten durch die „populistische Kraft“ der kommunistischen Ideologie ebenfalls kommunistisch werden würden. Sie prognostizierte, dass der kommunistische Umsturz in nur einem Land oder einer Region praktisch zwangsläufig den Sieg des Kommunismus in weiteren, benachbarten Ländern nach sich ziehen würde. 
Diese Domino-Theorie diente den USA während des Kalten Krieges als Begründung zur aktiven Eindämmung (Containment-Politik) bzw. auch des gewaltsamen Zurückdrängens (Rollback-Politik) politisch linksgerichteter Tendenzen und Bewegungen weltweit. Zusammen mit der Doktrin eines strikten Antikommunismus diente sie unter anderem als eine der Begründungen für die Teilnahme der USA am Vietnamkrieg und an vielen anderen Konflikten, insbesondere in Lateinamerika, in Südostasien und in Afrika.
In einer späteren Variante brachte die US-Regierung die Dominotheorie auch als eine Begründung des von ihr begonnenen dritten Golfkriegs gegen den Irak 2003 vor: Der gewaltsame Sturz der Regierung Saddam Husseins und die folgende Demokratisierung des Irak sollte demnach weitere Demokratisierungsbestrebungen in benachbarten Staaten auslösen, und so in einem Dominoeffekt langfristig die Umwandlung nahöstlicher Diktaturen in demokratische Gemeinwesen bewirken. Dadurch hätte auch dem islamistischen Terrorismus der Boden entzogen werden sollen. Diese Überlegungen bewahrheiteten sich jedoch in den folgenden Jahren nicht, ganz im Gegenteil nahmen islamistisch-fundamentalistisch orientierte Anschläge sogar zu. Erst die Revolution in Tunesien 2010/2011 löste einen Dominoeffekt in der arabischen Welt aus und führte zu ähnlichen Aufständen in vielen arabisch geprägten Ländern.

### Wirtschaft
In der Wirtschaft gibt es meist keine technisch-physikalischen Verbindungen, sondern Wirtschaftssubjekte weisen wegen ihrer Wirtschaftsobjekte eine Geschäftsbeziehung, Handelsbeziehung oder Vertragsbeziehung zu anderen Wirtschaftssubjekten auf. Die Störung bei einem Wirtschaftssubjekt (Betriebsstörung, Unternehmenskrise) muss sich deshalb nicht zwangsläufig auf andere auswirken. In solchen Fällen wird vom Contagion-Effekt gesprochen.
Ein Domino- oder Contagion-Effekt liegt vor, wenn in Ketten oder Netzwerken eine Störung bei lediglich einem Glied auftritt, die sich jedoch wegen der hohen wirtschaftlichen Abhängigkeit auf alle Glieder auswirken kann. So können sich Fehlmengen bei einem Hersteller als Dominoeffekt über Absatzketten, Handelsketten, Lieferketten, Transportketten und Vertriebsketten durch einen Lieferengpass bis zu Regallücken im Einzelhandel fortsetzen. Das kann zu Hamsterkäufen führen, selbst wenn diese Fehlmengen auf eine temporäre Betriebsstörung und nicht auf dauerhafte Knappheit zurückzuführen sind. Hier können Sicherheitsbestände in der Lagerhaltung bei temporären Fehlmengen einen Lieferengpass vermeiden helfen. 
Gerät ein Großunternehmen mit umfangreichen Geschäftsbeziehungen zu Lieferanten, Subunternehmen, Zulieferern und Kunden in die Insolvenz (englisch Too big to fail), so kann sich dies als Dominoeffekt auf die Geschäftspartner auswirken. Beispiel ist das britische Bauunternehmen Carillion, das im Januar 2018 insolvent wurde und rund 30.000 Geschäftspartner in finanzielle Schwierigkeiten oder zur Insolvenz brachte.
Im Bankwesen wird unter einem Dominoeffekt verstanden, dass markante Änderungen in den gegenwärtigen oder erwarteten Variablen eines Kreditinstituts, die dessen Status der Zahlungsfähigkeit oder dessen Verschuldungsgrad negativ beeinflussen, zum Ausfall wenigstens einer weiteren Bank führen kann. Wird ein Institut insolvent, so können andere Institute mit Geschäftsverbindung zu diesem Institut oder der Interbankenmarkt durch Forderungsausfall oder über Clearingsysteme in Mitleidenschaft gezogen werden. Beispiel ist die Insolvenz von Lehman Brothers im September 2008, die den weltweiten Interbankenhandel nahezu zum Erliegen brachte. Über eine Kreditklemme griff die Finanzkrise des Finanzmarkts auf die Realwirtschaft über (englisch Spillover). Für derartige Szenarien wird der Begriff des Contagion-Effekts verwendet, der auch beim Bank Run evident ist.			 
An Börsen kann sich der fallende Aktienkurs einer bestimmten Aktie auch auf andere Aktien auswirken, was ebenfalls als Dominoeffekt bezeichnet wird. Grund für einen solchen Dominoeffekt kann der irrationale Noise sein. Werden eine ganze Börse oder gar mehrere Börsen hiervon betroffen, liegt ein Börsenkrach zugrunde.
Unternehmen und Behörden können versuchen, derartige Domino- und Contagion-Effekte durch Krisenmanagement und Risikomanagement vor ihrem Entstehen wahrzunehmen und ihre Folgen zu mildern oder zu verhindern.

### Verkehrsinfrastruktur
Auch die Verkehrsinfrastruktur kann von Dominoeffekten betroffen sein. In Verkehrsnetzen (Straßennetz, Schienennetz, Wasserstraßennetz, Leitungsnetz, Luftstraßennetz), Versorgungsnetzen (Gasnetz, Kanalisation, Stromnetz, Trinkwassernetz) oder Kommunikationsnetzen (Datennetz, Funknetz, Mobilfunknetz, Telefonnetz) können sich Störungen eines Netzteils auf das gesamte Netzwerk auswirken. Der Stromausfall ist ein typischer Dominoeffekt, der bis zum Verbraucher weitergeleitet wird und möglicherweise lediglich auf den Ausfall eines Umspannwerks und nicht auf das Kraftwerk zurückzuführen ist. 
Ist ein Verkehrsknoten von einer Störung betroffen, so wirkt sich dies mindestens auf dessen unmittelbare Infrastruktur aus. Kommt es beispielsweise zu einem Systemausfall im Hauptbahnhof Köln, so ist hiervon der gesamte Nahverkehr, aber auch ein Teil des Fernverkehrs betroffen. Ein Verkehrsunfall auf einer Autobahn führt dort zum Verkehrsstau, der sich auch auf benachbarte Straßen fortsetzen kann. Störungen in Straßen- und Schienennetzen können durch Umleitungen gemildert oder vermieden werden.

### Störfall
In § 15 BImSchV ist der Domino-Effekt als Rechtsbegriff vorgesehen. Danach hat die zuständige Behörde gegenüber den Betreibern festzustellen, bei welchen Betriebsbereichen oder Gruppen von Betriebsbereichen aufgrund ihrer geographischen Lage, ihres Abstands zueinander und der in ihren Anlagen vorhandenen gefährlichen Stoffe eine erhöhte Wahrscheinlichkeit von Störfällen bestehen kann oder diese Störfälle folgenschwerer sein können. 

### Sonstiges
Kettenbriefe, heute meist über soziale Netzwerke verbreitet, verwenden dasselbe Schema und versprechen Geld oder Geschenke für den Fall, dass die Kette nicht unterbrochen wird. 
Der Film Der Lauf der Dinge (1987) von Peter Fischli und David Weiss zeigt spielerisch eine höchst komplizierte Verkettung von Ereignissen, die über rund dreißig Minuten durch den Dominoeffekt miteinander verknüpft sind.

## Vorhersehbarkeit
Der Begriff Dominoeffekt wird seiner Anschaulichkeit wegen auch beispielsweise für soziale oder politische Prozesse verwendet, die aus einer Folge sich bedingender Ereignisse bestehen. Ex post können Dominoeffekte als solche erkannt werden. Problematisch ist jedoch bei Planungen und Prognosen ex ante die nicht genau zu quantifizierende „Energiebilanz“ solcher gesellschaftlicher Prozesse und die dabei grundsätzlich unvollständige Kenntnis aller „Dominosteine“, ihrer „Position“ zueinander und damit auch die weitgehende Unvorhersagbarkeit der Vielfalt ihrer möglichen Wechselwirkungen. Da mithin die vollständige Information über alle Planungsvariablen fehlt, kann der Ablauf eines Dominoeffektes lediglich mit relativ hohen Unsicherheiten und einer entsprechend geringen Eintrittswahrscheinlichkeit vorhergesagt werden wie dies auch beim Spiel mit Dominosteinen der Fall ist. 